# История наркомана
«История наркомана» (англ. Story of a junkie) — кинофильм режиссёра Леха Ковальски, снятый в 1985 году c Джоном Спейсли в главной роли, сочетающий в себе два поджанра эксплуатационного кино: Drugsploitation и Mondo. Фильм рассказывает о жизни одного из самых известных динамичных и активных представителей ночной жизни Нью-Йорка середины 1980-х годов Джоне Спейсли.

## Сюжет
Сюжет фильма строится вокруг Джона Спейсли по кличке «Гринго», переехавшего в Нью-Йорк из Лос-Анджелеса в поисках удачи и славы, но в конечном итоге впавшего в героиновую наркозависимость. На протяжении фильма Спейсли рассказывает историю своего морального разложения

## Художественные особенности
Как и для большинства фильмов, снятых на студии «Troma Entertainment», для которых характерно изображение шокирующего материала, в фильме «История наркомана» присутствуют сцены насилия, жестокости и неприкрытых сцен введения внутривенных инъекций наркотических веществ. В фильме широко изображена жизнь маргинальных слоев общества Нью-Йорка, преимущественно проживающих в районе Нижнего Манхэттена под названием Ист-Виллидж, ведущих криминальный образ жизни и страдающих наркозависимостью. В фильме не было задействовано ни одного профессионального актера. Джон Спейсли на момент съемок в действительности страдал наркотической зависимостью и умер от последствий СПИДа в 1993 году. Режиссер фильма Лех Ковальски в интервью 1998 года заявил, что многие актёры фильма, сыгравшие по сути самих себя, страдали наркотической зависимостью и в дальнейшем также умерли от последствий СПИДа.

## Производство
Фильм снимался несколько месяцев на протяжении 1983-го года. Для продвижения фильма режиссер Лех Ковальски нанял местного художника Арта Гуэрра, чтобы нарисовать граффити с изображением Джона Спейсли на стороне одной из зданий, расположенного на площади Святого Марка в Ист-Виллидж. Граффити с изображением Спейсли стало местной достопримечательностью района вплоть до 2000 года, когда владелец здания решил перекрасить его стены. Фильм впоследствии получил статус культового в среде андерграунда.